# 沙努爾
沙努爾（印尼文：Pantai Sanur）是巴厘岛東南邊丹帕沙市延伸的海灘，距伍拉·賴國際機場車程約30分鐘，當地已發展出小的村落。沙努爾海岸中，從Matahari Terbit海灘到Mertasari海灘之間5.1公里的區域，已在2008年被收回。

## 圖輯

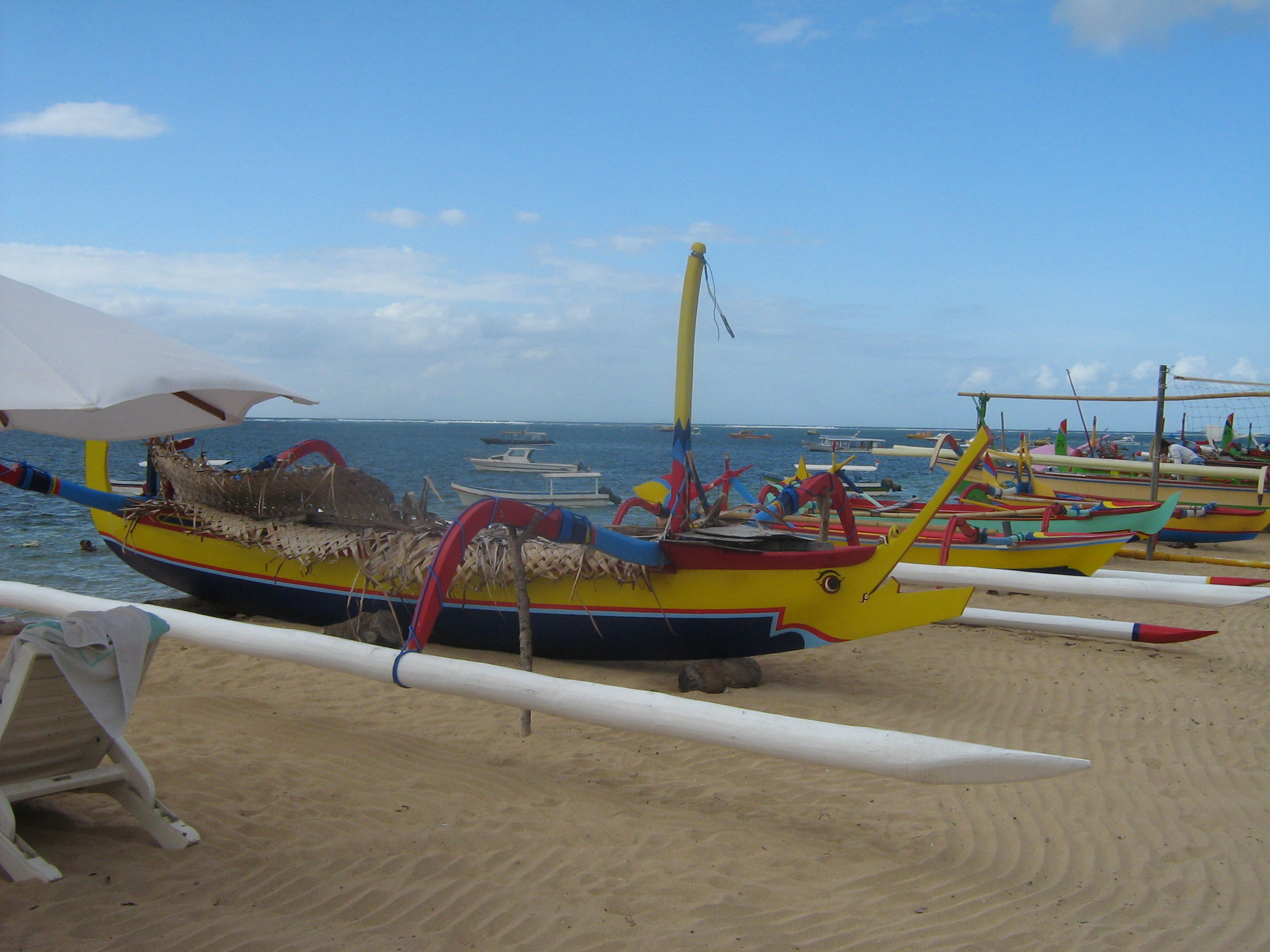
沙努爾海灘的傳統漁船
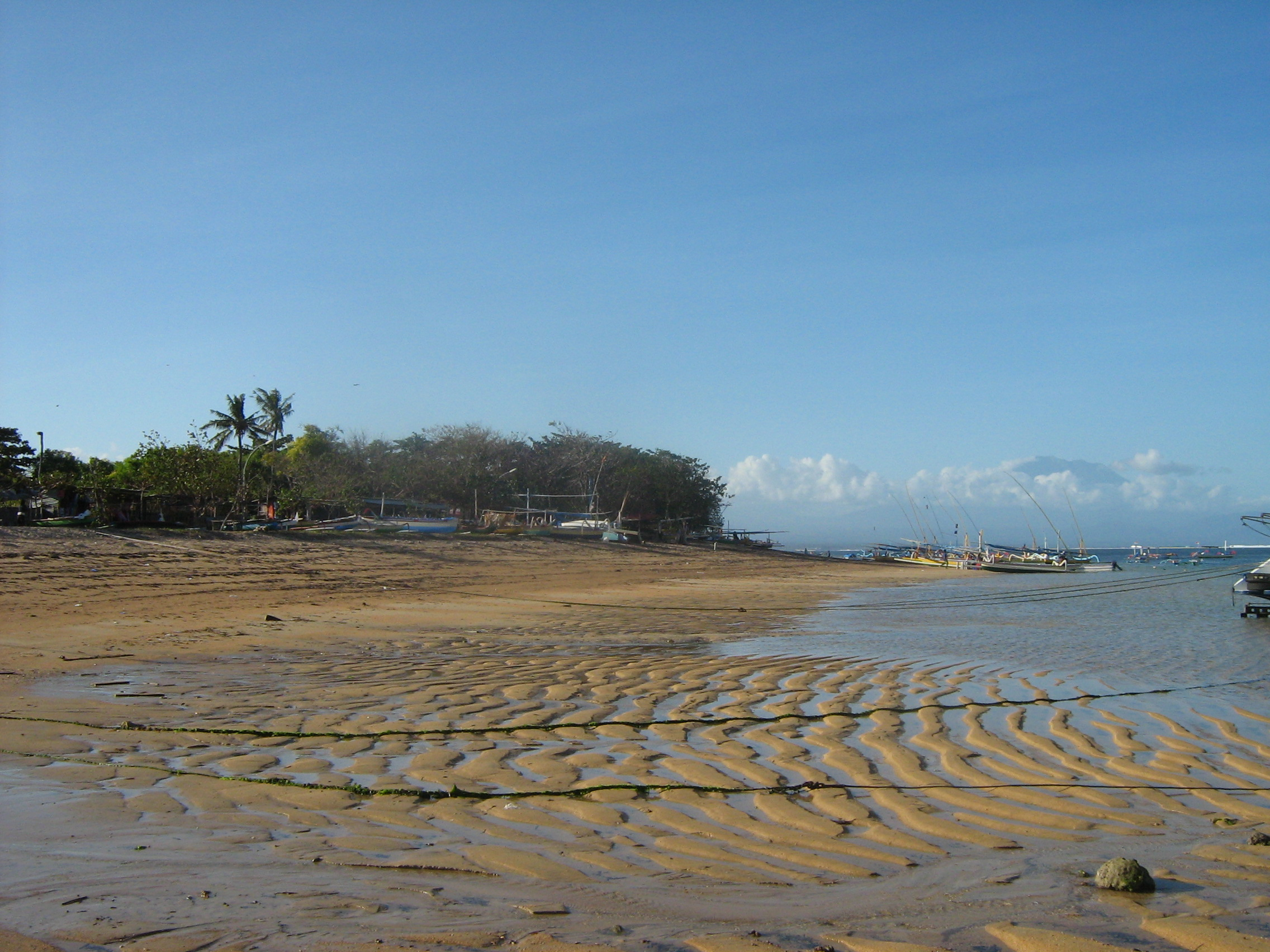
沙努爾海灘
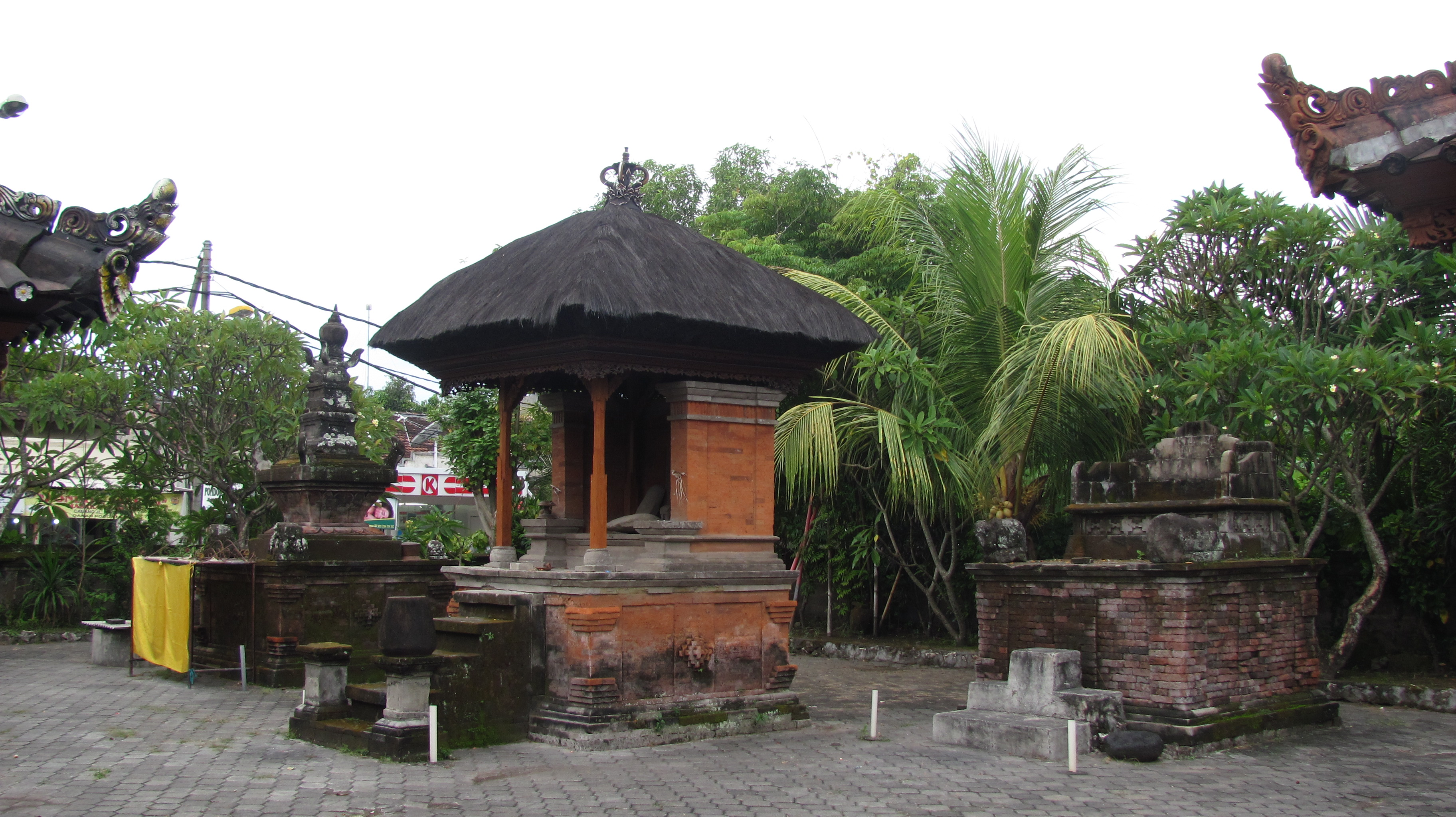
印度教寺廟Pura Belangjong
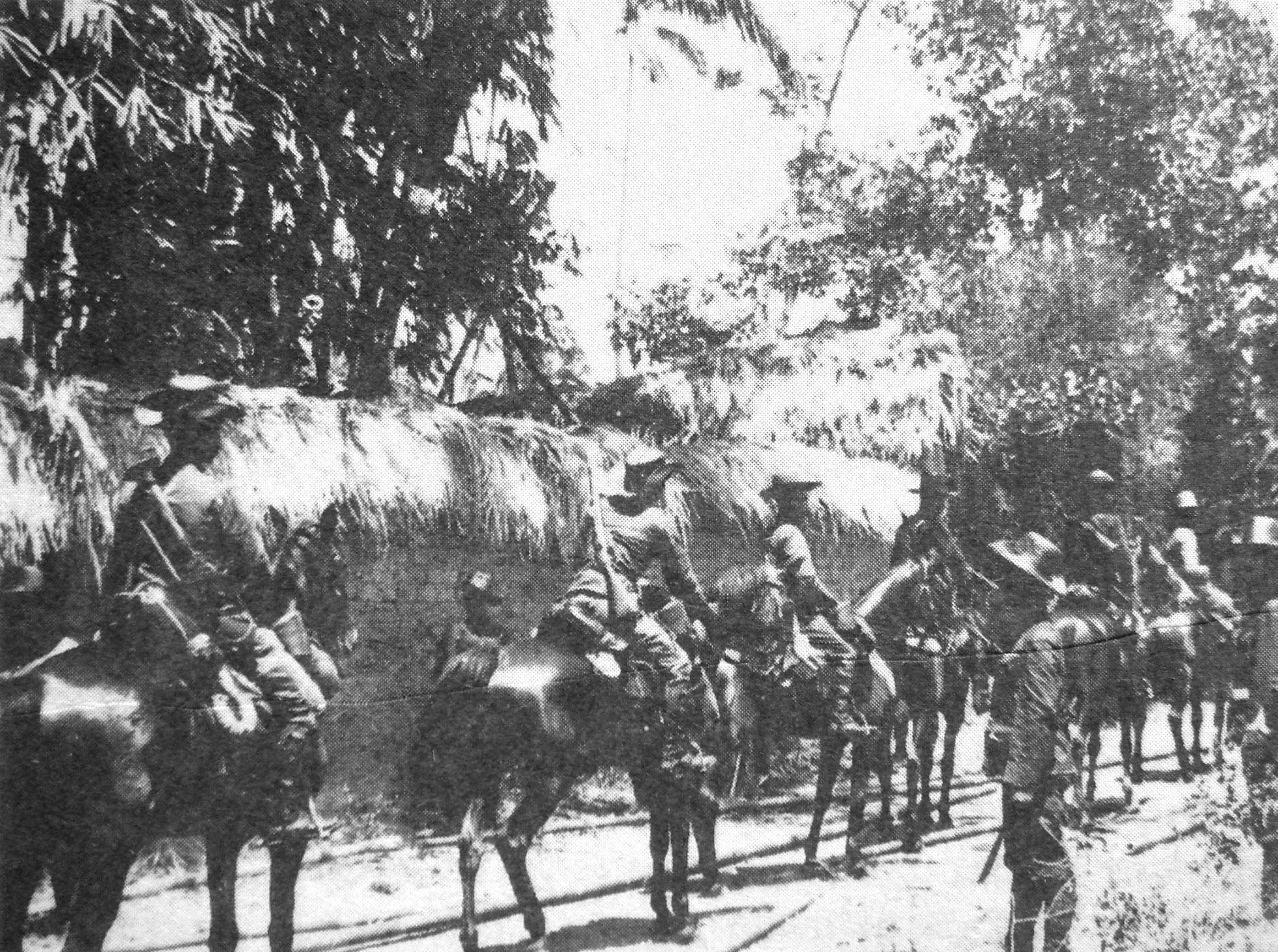
1906年在沙努爾的荷蘭騎兵